# Sennheiser
Sennheiser electronic GmbH & Co. KG – niemieckie przedsiębiorstwo rodzinne założone w 1945 roku przez rodzinę Sennheiserów, produkujące mikrofony, słuchawki, akcesoria telefoniczne oraz zestawy słuchawkowe dla lotnictwa. W swojej ofercie przedsiębiorstwo posiada produkty do zastosowań profesjonalnych, biznesowych, jak i produkty na rynek konsumencki.

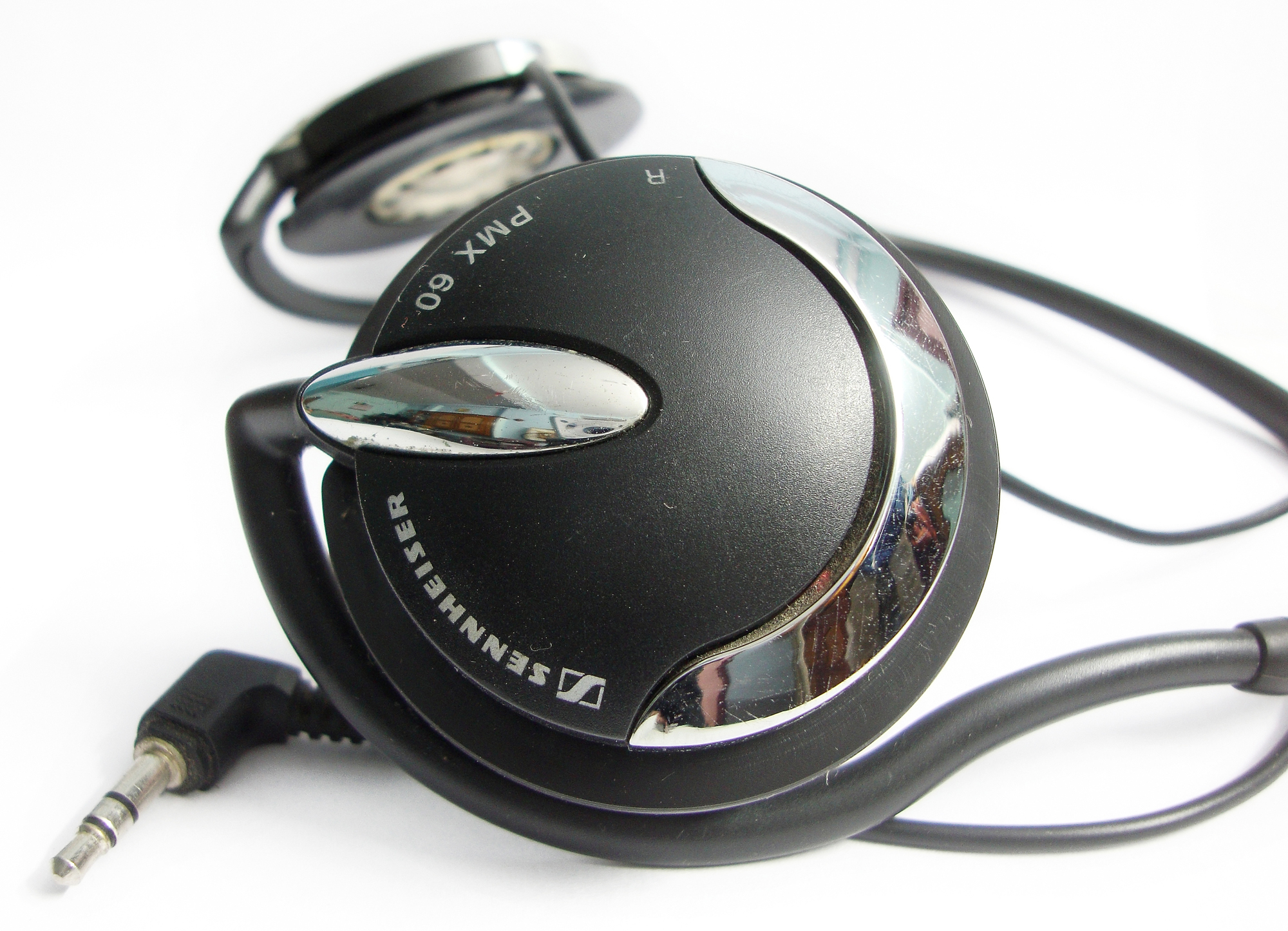
Sennheiser PMX 60

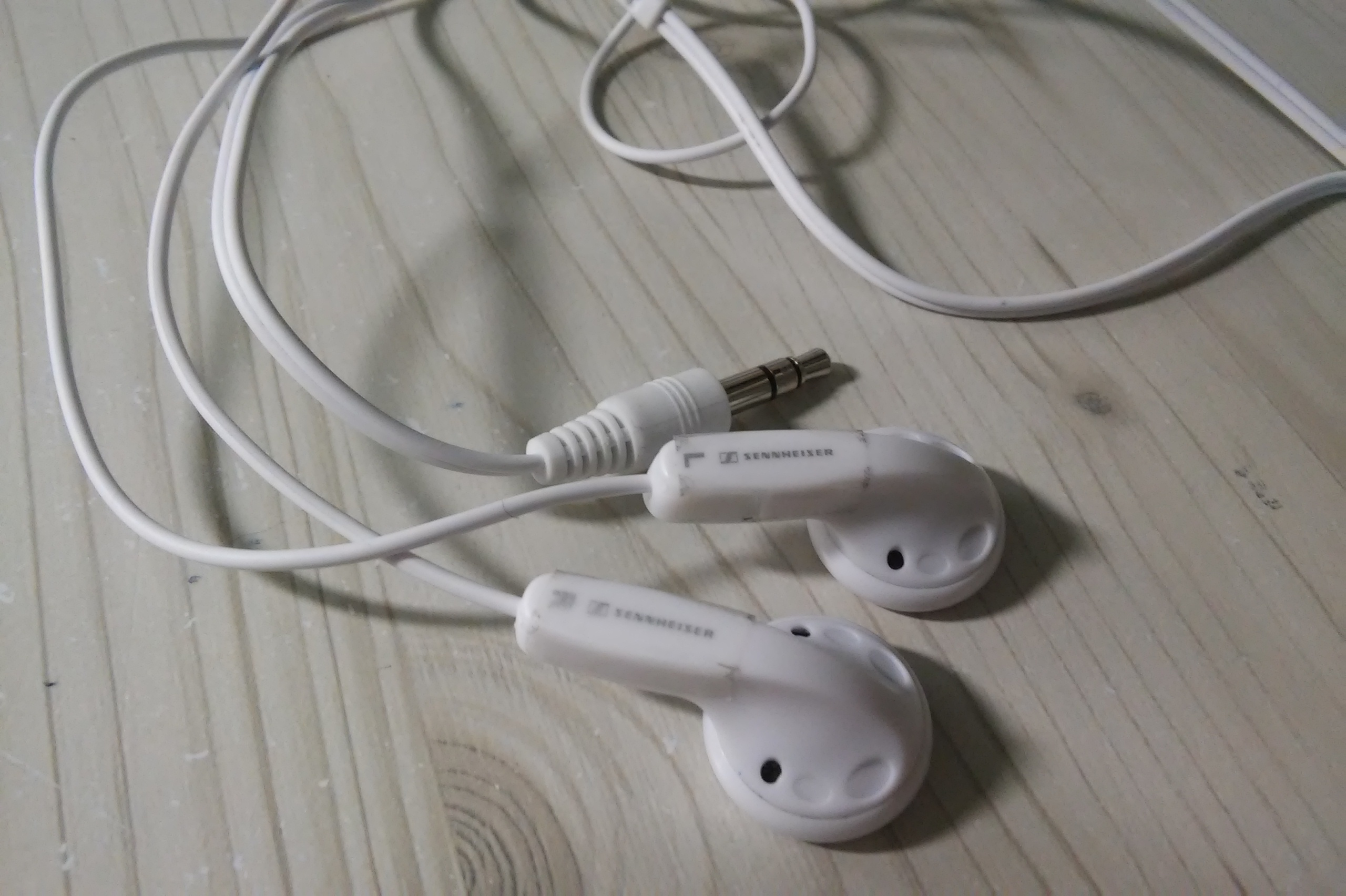
Sennheiser słuchawka MX400ii

Zatrudnia 2100 pracowników, z czego ponad połowa pracuje w Niemczech. Do firmy Sennheiser należą także przedsiębiorstwo Georg Neumann GmbH wytwarzające mikrofony studyjne oraz Klein + Hummel produkujące monitory studyjne.
Siedziba Sennheisera znajduje się w Wedemark niedaleko Hanoweru. Zakłady produkcyjne są zlokalizowane w Burgdorf w Niemczech, Tullamore w Irlandii od 1990 roku oraz od 1991 w Albuquerque w USA. Obecnie produkcja przenoszona jest do Chin. Przedsiębiorstwo posiada także sieć oddziałów w wielu krajach nie tylko Europy, ale i świata.

## Historia

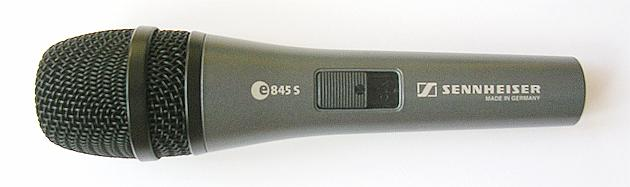
Mikrofon wokalowy Sennheiser e845s

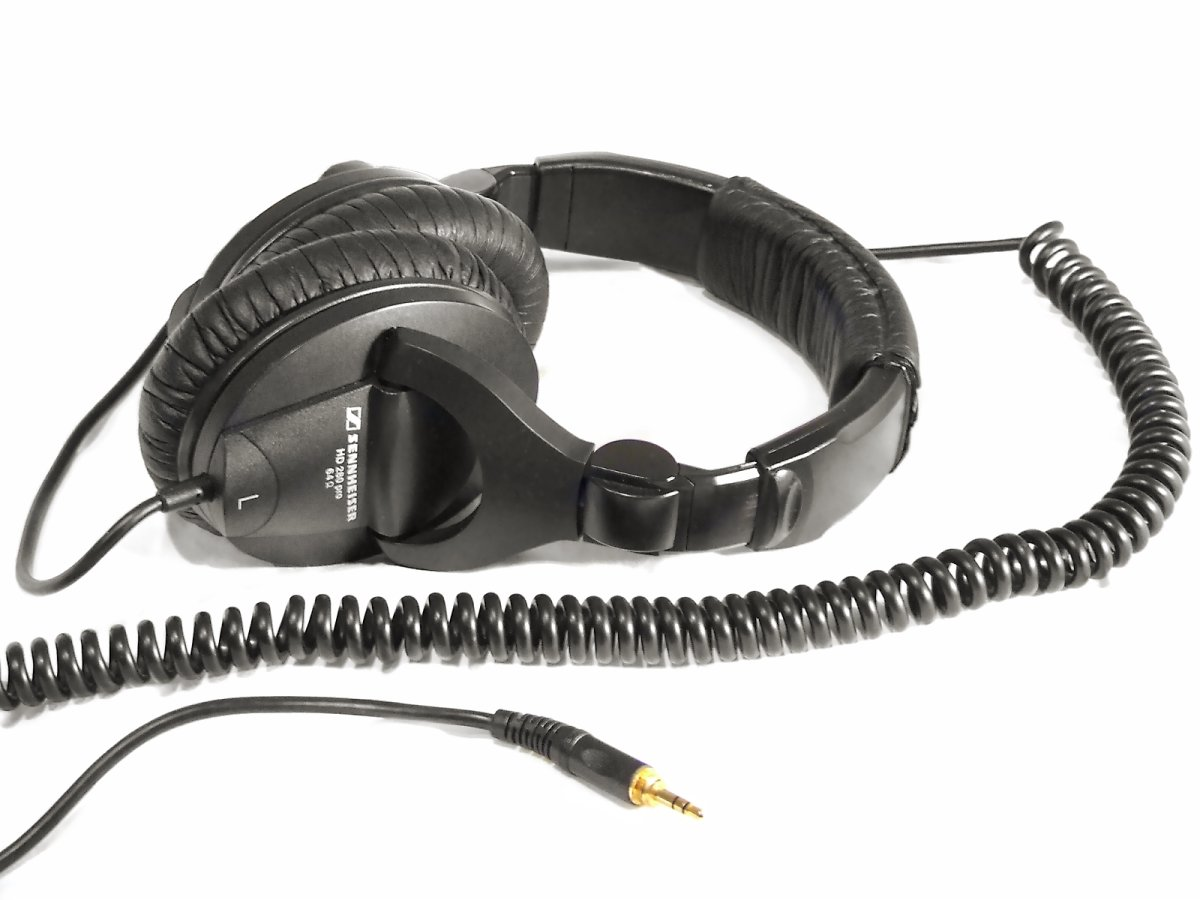
Profesjonalne słuchawki zamknięte Sennheiser HD280PRO

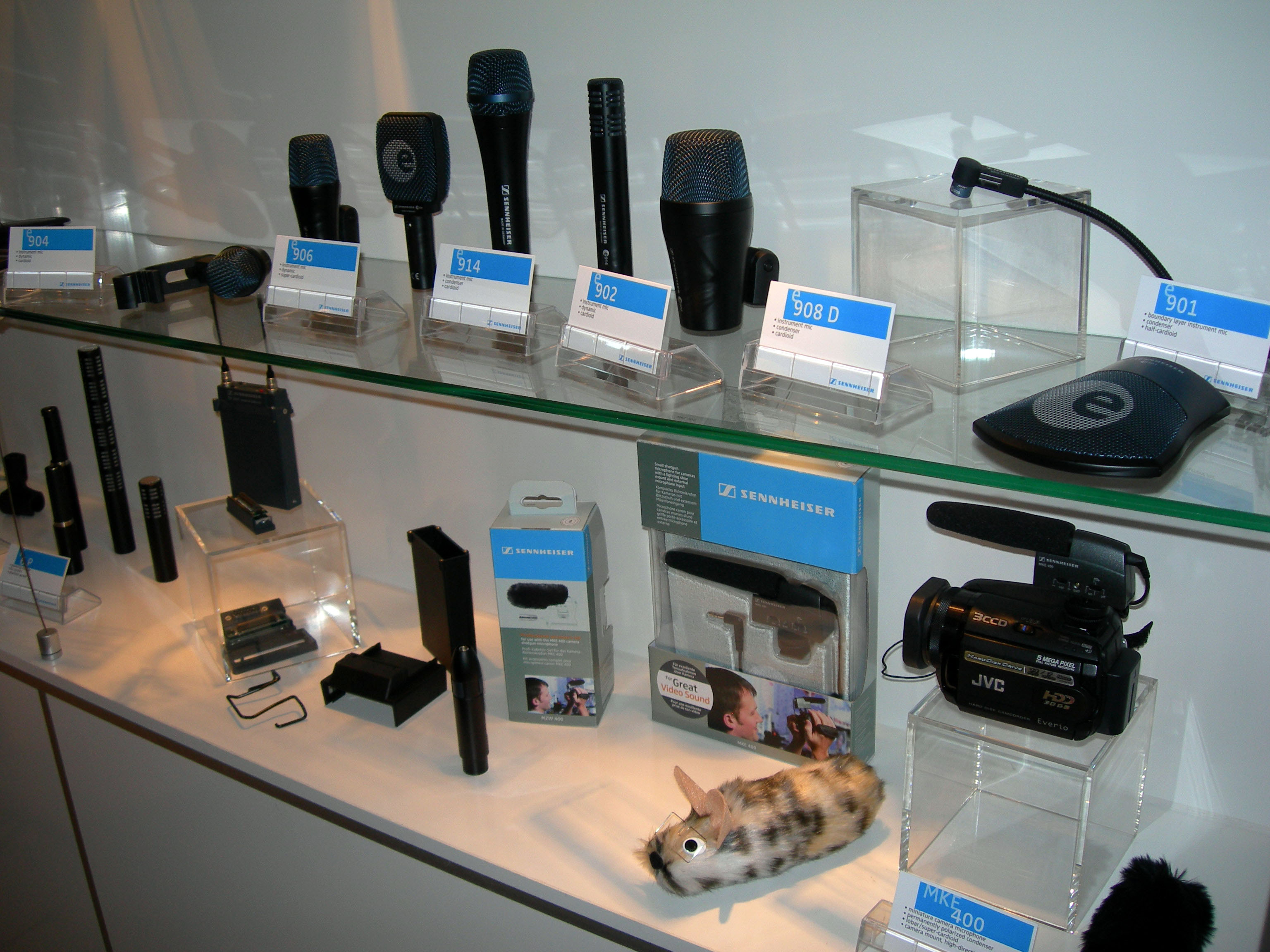
Produkty Sennheisera na targach IBC 2008

Przedsiębiorstwo zostało założone w 1945 roku kilka tygodni po zakończeniu II wojny światowej przez Fritza Sennheisera (1912–2010) wraz z siedmiorgiem innych inżynierów z Uniwersytetu Hanowerskiego pod nazwą Laboratorium Wennebostel. Nazwa nawiązywała do miejscowości Wennebostel, gdzie mieściło się laboratorium podczas wojny. Pierwszym produktem pod marką Sennheiser był woltomierz. Produkcję mikrofonów rozpoczęto w 1946 roku.
W 1955 roku spółka zatrudniała 250 osób. W 1956 roku stworzono w laboratorium pierwszy mikrofon kierunkowy. W 1958 roku Laboratorium Wennebostel zmieniło nazwę na Sennheiser Electronic. W 1968 roku ukazano pierwsze otwarte słuchawki marki Sennheiser. W 1973 roku przekształcono ją w spółkę komandytową (KG), a w roku 1980 firma weszła na rynek lotniczy, dostarczając Lufthansie zestawy słuchawkowe. W 1982 roku rozpoczęła produkcję nowoczesnych mikrofonów bezprzewodowych. W tym samym roku Fritz Sennheiser przekazał swojemu synowi Jörgowi Sennheiserowi zarządzanie spółką.
W 1987 roku Fritz Sennheiser otrzymał Oscara technicznego od Amerykańskiej Akademii Filmowej za mikrofon kierunkowy MKH 816-gi. W 1990 roku rozpoczęto produkcję ekskluzywnych, najdroższych na świecie słuchawek. W 1991 roku Sennheiser przejął Neumann’a i stworzył dla niego specjalną fabrykę w Wedemark. W 1996 roku firma otrzymała techniczną nagrodę Emmy za osiągnięcia w rozwoju technologii bezprzewodowej transmisji dźwięku. W 2000 roku podczas EXPO 2000 stoisko Sennheisera odwiedziło ponad milion turystów. 17 maja 2010 roku zmarł założyciel firmy Fritz Sennheiser.

## Produkty
- mikrofony
- słuchawki
- słuchawki lotnicze
- słuchawki multimedialne
- zestawy słuchawkowe
- systemy konferencyjne i informacyjne
- głośniki
- aparaty słuchowe

## Nagrody
- 1987 – Oscar techniczny od Amerykańskiej Akademii Filmowej za mikrofon MKH 861
- 1996 – techniczna nagroda Emmy za osiągnięcia w rozwoju bezprzewodowej transmisji dźwięku
- 1999 – techniczna nagroda Grammy za mikrofony Georg Neumann